# Juli Meunasah Jok
Juli Meunasah Jok is een bestuurslaag in het regentschap Bireuen van de provincie Atjeh, Indonesië. Juli Meunasah Jok telt 550 inwoners (volkstelling 2010).